# Hoplopholcus minous
Hoplopholcus minous is een spinnensoort uit de familie trilspinnen (Pholcidae). De soort komt voor in Kreta.